# Aulo Cornélio Cosso (ditador em 385 a.C.)
Aulo Cornélio Cosso (em latim: Aulus Cornelius Cossus) foi um político da gente Cornélia nos primeiros anos da República Romana, nomeado ditador em 385 a.C.. É possível que seja o mesmo Aulo Cornélio Cosso, tribuno consular em 369 e 367 a.C.. Possivelmente era avô de Aulo Cornélio Cosso, cônsul em 343 e 332 a.C. e ditador em 322 a.C..

## Ditadura (385 a.C.)
Em 385 a.C., ano dos tribunos consulares Aulo Mânlio Capitolino, Tito Quíncio Capitolino, Lúcio Quíncio Cincinato Capitolino, Públio Cornélio, Lúcio Papírio Cursor e Cneu Sérgio Fidenato Cosso, o Senado decidiu nomear Aulo Cornélio Cosso ditador para enfrentar mais uma ameaça ao território romano pelos volscos e da possibilidade de desordem interna por causa do avanço dos pedidos da plebe com a ajuda do patrício Marco Mânlio Capitolino. Como seu mestre da cavalaria (magister equitum) Tito Quíncio Capitolino.
Depois de juntar o exército, o ditador segue para enfrentar o inimigo, que havia recebido reforços de contingentes irregulares de jovens hérnicos e latinos, graças aos quais estavam em condições de enfrentar os romanos em superioridade numérica. Apesar desta vantagem, os romanos, pela enésima vez, derrotaram os inimigos e massacrando-os enquanto fugiam.
Neste ínterim, em Roma, Marco Mânlio Capitolino continuava a defender as leis plebeias, sem perder a oportunidade de aumentar sua popularidade junto à plebe, como no caso em que salvou um centurião que estava sendo processado num tribunal e corria o risco de tornar-se escravo, pagando, de seu próprio bolso, o débito, chegando a ponto de vender suas próprias terras para ajudar outros pobres devedores enquanto acusava os senadores malversação do erário público.
| “ | "Pois não me fez bem nenhum ter salvado a fortaleza e o Capitólio se devo testemunhar meus concidadãos e camaradas acorrentados e escravizados como se fossem prisioneiros dos vencedores gauleses". Daí em diante ele pagou, perante todos, toda a quantia devida ao credor, restituiu a liberdade ao cidadão preso que implorava aos deuses e homens, que agradeciam agora Marco Mânlio, o libertador e pai da plebe romana | ” |
|   | — Lívio, Ab Urbe Condita VI, 2, 14.. |   |

A situação na cidade tornava-se cada vez mais difícil para os patrícios, principalmente por causa das acusações de Mânlio de terem roubado do Tesouro o ouro dos gauleses. Neste ponto, o Senado ordenou a volta de Aulo Cornélio a Roma, interrompendo a campanha contra os volscos, para aliviar os ânimos dos romanos. Já em Roma, Aulo, utilizando plenamente os poderes de seu cargo, ouviu o Senado, convocou Mânlio e instou-o a provar suas acusações. Mânlio se juntou aos seus aliados e, depois de acusar novamente os senadores, recusou-se a responder às intimações do ditador e, por isto, foi preso. Depois da prisão e da celebração de um triunfo pela vitória contra os volscos, Aulo Cornélio renunciou ao posto.